# 2503 Liaoning
2503 Liaoning (1965 UB1) là một tiểu hành tinh vành đai chính được phát hiện ngày 16 tháng 10 năm 1965 bởi Đài thiên văn Tử Kim Sơn ở Nanking.